# Sonerila brachyandra
Sonerila brachyandra är en tvåhjärtbladig växtart som beskrevs av Charles Victor Naudin. Sonerila brachyandra ingår i släktet Sonerila och familjen Melastomataceae. Inga underarter finns listade i Catalogue of Life.